# Elseid Hysaj
Elseid Gëzim Hysaj (n. 2 februarie 1994) este un fotbalist profesionist albanez care joacă pe postul de fundaș dreapta pentru club italian Lazio și pentru echipa națională a Albaniei. 
Hysaj s-a născut în Albania și și-a început cariera la echipa de tineret a KF Shkodra, dar s-a mutat alături împreună cu tatăl său în Italia la vârsta de 14 ani, ajungând la echipa de tineret a celor de la Empoli în 2009, debutând la echipa mare în 2011 în Cupa Italiei. El și-a făcut debutul în campionat în următorul sezon în Serie B, și a devenit rapid titular sub îndrumarea antrenorul Maurizio Sarri. A jucat în 34 de meciuri și a promovat în Serie A. La sfârșitul sezonului Sarri a plecat la Napoli, transferându-l pe Hysaj pentru 6 milioane €, făcându-l al doilea cel mai scump fotbalist albanez după Lorik Cana, care deține în prezent recordul de 6,75 milioane € după transferul de la Galatasaray la Lazio, în iulie 2011.

## Carieră internațională

### Albania U17
Hysaj a jucat trei meciuri pentru echipa națională a Albaniei sub 17 ani, pe data de 25 septembrie 2010: cu Norvegia U-17 a pierdut cu 2-0, Republica Irlanda U-17 la 27 septembrie 2010, de asemenea, meci pierdut cu 2-0, și împotriva Maltei U-17 - 30 septembrie 2010, meci încheiat la egalitate, scor 1-1.
Într-un interviu pentru presa albaneză, Hysaj a declarat că a fost invitat de către Federația Italiană de Fotbal să joace pentru reprezentativa italiană, dar el a refuzat ca el a vrut pentru să reprezinte Albania la nivel internațional.

### Albania
Antrenorul Gianni De Biasi l-a convocat pe Hysaj pentru meciul amical cu Georgia de pe 6 februarie 2013.
În acest joc, la vârsta de 18 ani, și-a făcut debutul, devenind al treilea cel mai tânăr jucător după Blendi Nallbani și Iljaz Çeço care joacă pentru echipa națională a Albaniei.

### Meciuri la națională
| Albania | Albania | Albania |
| An      | Meciuri | Goluri  |
| ------- | ------- | ------- |
| 2013    | 5       | 0       |
| 2014    | 7       | 0       |
| 2015    | 4       | 0       |
| 2016    | 1       | 0       |
| Total   | 17      | 0       |

## Palmares

### Club
Empoli
- Serie B Vice-campion: 2013-2014

Napoli
- Serie A Vice-campion: 2015-2016

## References
1. ↑  Elseid Hysaj, Transfermarkt, accesat în 9 octombrie 2017
2. 1 2   https://www.calcio.com/profilo_giocatori/elseid-hysaj/, accesat în 5 aprilie 2021 Lipsește sau este vid: |title= (ajutor)
3. ↑  Lorik Cana Sky Sports profile
4. ↑  Napoli kompleton transferimin e Hysajt KOHA.net
5. ↑  Norway U17 vs.
6. ↑  Albania U17 vs.
7. ↑  Malta U17 vs.
8. ↑  Elseid Hysaj: Refuzova Kombëtaren e Italisë për Shqipërinë Arhivat în 13 martie 2016, la Wayback Machine. Shkodra Press "Karrieren time e kam nisur me ekipin e Shkodra Sport me trajner Taip Piraniqin"; "Gjithashtu dua tiu them se me ka ftuar edhe Italia por e kam refuzuar sepse une kam lindur shqiptar dhe shqiptar do mbetem"
9. ↑  Gjeorgjia, eksperimenti i fundit Xhani De Biazit para Norvegjisë Telegrafi
10. ↑  Gazeta Shqip (6 februarie 2013). „Elseid Hisaj, historia e një ëndrre të bërë realitet”.
11. ↑  Elseid Hysaj pe site-ul National-Football-Teams.com
12. ↑  Elseid Hysaj - national football team player EU-Football.info
13. ↑  Elseid Hysaj – pe site-ul UEFAUEFA competition record

## Legături externe
- Profilul lui Elseid Hysaj pe Soccerway
- Elseid Hysaj pe site-ul National-Football-Teams.com
- Elseid Hysaj – pe site-ul UEFA